# California Gurls
California Gurls is een electropopnummer van de Amerikaanse singer-songwriter Katy Perry en rapper Snoop Dogg. Het is de eerste single van haar derde album, Teenage Dream, en is geproduceerd door Max Martin, Dr. Luke en Benny Blanco. Volgens Perry is het nummer een antwoordlied op Empire State of Mind van Jay-Z en Alicia Keys.
Het was de bedoeling dat het nummer zou worden uitgebracht op 25 mei 2010, maar nadat clips van het nieuwe album uitlekten op het internet bracht het label het nummer uit op 11 mei 2010.

## Videoclip
In de videoclip van California Gurls is Katy Perry een spelfiguur in Candyfornia, een spel dat lijkt op Ganzenbord. Het spel speelt zich af in Candyfornia, een land vol met lekkertjes als cupcakes, IJsco's, suikerspinnen en lolly's. Snoop Dogg speelt in de clip een rol als een koning genaamd "Sugar Daddy" (suikeroompje), een draagt een pak waar allerlei snoepjes opstaan. "Sugar Daddy" houdt diverse jonge vrouwen gevangen, die allemaal bevrijd worden door Katy. Katy loopt ondertussen door het land, doet ontdekkingen, bevrijdt jonge vrouwen uit diverse lekkernijen en ontwijkt obstakels. In het refrein zien we Katy naakt op een roze suikerspin-wolk liggen. Snoop Dogg, "Sugar Daddy", probeert Katy's weg door Candyland voortdurend te blokkeren. Wanneer alle jonge vrouwen vrij zijn, dansen ze samen met Katy op het strand. Als "Sugar Daddy" dit ziet, wordt hij razend. Dan begint hij te rappen, en wordt hij met Katy en de vrouwen op het strand gezien. Als zijn rap als afgelopen, en Katy weer begint met zingen, komt "Sugar Daddy" opdagen met zijn leger van Gummi Beren, waarvan hij zelf de baas is. Twee vrouwen geven Katy allebei een slagroomspuit. Katy draagt in deze scène een kostuum dat lijkt op dat van Wonder Woman. "Sugar Daddy" doet een gebaar dat duidelijk maakt: "Kom maar op!". Katy spuit met slagroom en binnen een paar seconden zijn alle Gummi Beren verslagen. Alleen "Sugar Daddy" is nog overgebleven. Aan het einde van de clip is "Sugar Daddy" tot zijn nek begraven in het zand terwijl Katy en de andere vrouwen liggen op het strand.

## Hitnoteringen

### Nederlandse Top 40
| Hitnotering: 29-05-2010 t/m 02-10-2010 | Hitnotering: 29-05-2010 t/m 02-10-2010 | Hitnotering: 29-05-2010 t/m 02-10-2010 | Hitnotering: 29-05-2010 t/m 02-10-2010 | Hitnotering: 29-05-2010 t/m 02-10-2010 | Hitnotering: 29-05-2010 t/m 02-10-2010 | Hitnotering: 29-05-2010 t/m 02-10-2010 | Hitnotering: 29-05-2010 t/m 02-10-2010 | Hitnotering: 29-05-2010 t/m 02-10-2010 | Hitnotering: 29-05-2010 t/m 02-10-2010 | Hitnotering: 29-05-2010 t/m 02-10-2010 | Hitnotering: 29-05-2010 t/m 02-10-2010 | Hitnotering: 29-05-2010 t/m 02-10-2010 | Hitnotering: 29-05-2010 t/m 02-10-2010 | Hitnotering: 29-05-2010 t/m 02-10-2010 | Hitnotering: 29-05-2010 t/m 02-10-2010 | Hitnotering: 29-05-2010 t/m 02-10-2010 | Hitnotering: 29-05-2010 t/m 02-10-2010 | Hitnotering: 29-05-2010 t/m 02-10-2010 | Hitnotering: 29-05-2010 t/m 02-10-2010 | Hitnotering: 29-05-2010 t/m 02-10-2010 |
| Week:                                  | 1                                      | 2                                      | 3                                      | 4                                      | 5                                      | 6                                      | 7                                      | 8                                      | 9                                      | 10                                     | 11                                     | 12                                     | 13                                     | 14                                     | 15                                     | 16                                     | 17                                     | 18                                     | 19                                     |                                        |
| -------------------------------------- | -------------------------------------- | -------------------------------------- | -------------------------------------- | -------------------------------------- | -------------------------------------- | -------------------------------------- | -------------------------------------- | -------------------------------------- | -------------------------------------- | -------------------------------------- | -------------------------------------- | -------------------------------------- | -------------------------------------- | -------------------------------------- | -------------------------------------- | -------------------------------------- | -------------------------------------- | -------------------------------------- | -------------------------------------- | -------------------------------------- |
| Positie:                               | 25                                     | 9                                      | 5                                      | 3                                      | 3                                      | 3                                      | 2                                      | 3                                      | 2                                      | 2                                      | 2                                      | 3                                      | 5                                      | 7                                      | 10                                     | 13                                     | 18                                     | 30                                     | 38                                     | uit                                    |

### NederlandseSingle Top 100
| Hitnotering: 15-05-2010 t/m 06-11-2010 | Hitnotering: 15-05-2010 t/m 06-11-2010 | Hitnotering: 15-05-2010 t/m 06-11-2010 | Hitnotering: 15-05-2010 t/m 06-11-2010 | Hitnotering: 15-05-2010 t/m 06-11-2010 | Hitnotering: 15-05-2010 t/m 06-11-2010 | Hitnotering: 15-05-2010 t/m 06-11-2010 | Hitnotering: 15-05-2010 t/m 06-11-2010 | Hitnotering: 15-05-2010 t/m 06-11-2010 | Hitnotering: 15-05-2010 t/m 06-11-2010 | Hitnotering: 15-05-2010 t/m 06-11-2010 | Hitnotering: 15-05-2010 t/m 06-11-2010 | Hitnotering: 15-05-2010 t/m 06-11-2010 | Hitnotering: 15-05-2010 t/m 06-11-2010 | Hitnotering: 15-05-2010 t/m 06-11-2010 |
| Week:                                  | 1                                      | 2                                      | 3                                      | 4                                      | 5                                      | 6                                      | 7                                      | 8                                      | 9                                      | 10                                     | 11                                     | 12                                     | 13                                     | 14                                     |
| -------------------------------------- | -------------------------------------- | -------------------------------------- | -------------------------------------- | -------------------------------------- | -------------------------------------- | -------------------------------------- | -------------------------------------- | -------------------------------------- | -------------------------------------- | -------------------------------------- | -------------------------------------- | -------------------------------------- | -------------------------------------- | -------------------------------------- |
| Positie:                               | 45                                     | 7                                      | 7                                      | 26                                     | 10                                     | 12                                     | 9                                      | 6                                      | 12                                     | 11                                     | 7                                      | 8                                      | 6                                      | 10                                     |
| Week:                                  | 15                                     | 16                                     | 17                                     | 18                                     | 19                                     | 20                                     | 21                                     | 22                                     | 23                                     | 24                                     | 25                                     | 26                                     |                                        |                                        |
| Positie:                               | 15                                     | 19                                     | 15                                     | 24                                     | 23                                     | 39                                     | 42                                     | 44                                     | 67                                     | 57                                     | 69                                     | 78                                     | uit                                    |                                        |

### VlaamseUltratop 50
| Hitnotering: 22-05-2010 t/m 09-10-2010 | Hitnotering: 22-05-2010 t/m 09-10-2010 | Hitnotering: 22-05-2010 t/m 09-10-2010 | Hitnotering: 22-05-2010 t/m 09-10-2010 | Hitnotering: 22-05-2010 t/m 09-10-2010 | Hitnotering: 22-05-2010 t/m 09-10-2010 | Hitnotering: 22-05-2010 t/m 09-10-2010 | Hitnotering: 22-05-2010 t/m 09-10-2010 | Hitnotering: 22-05-2010 t/m 09-10-2010 | Hitnotering: 22-05-2010 t/m 09-10-2010 | Hitnotering: 22-05-2010 t/m 09-10-2010 | Hitnotering: 22-05-2010 t/m 09-10-2010 | Hitnotering: 22-05-2010 t/m 09-10-2010 | Hitnotering: 22-05-2010 t/m 09-10-2010 | Hitnotering: 22-05-2010 t/m 09-10-2010 | Hitnotering: 22-05-2010 t/m 09-10-2010 | Hitnotering: 22-05-2010 t/m 09-10-2010 | Hitnotering: 22-05-2010 t/m 09-10-2010 | Hitnotering: 22-05-2010 t/m 09-10-2010 | Hitnotering: 22-05-2010 t/m 09-10-2010 | Hitnotering: 22-05-2010 t/m 09-10-2010 | Hitnotering: 22-05-2010 t/m 09-10-2010 | Hitnotering: 22-05-2010 t/m 09-10-2010 |
| Week:                                  | 1                                      | 2                                      | 3                                      | 4                                      | 5                                      | 6                                      | 7                                      | 8                                      | 9                                      | 10                                     | 11                                     | 12                                     | 13                                     | 14                                     | 15                                     | 16                                     | 17                                     | 18                                     | 19                                     | 20                                     | 21                                     |                                        |
| -------------------------------------- | -------------------------------------- | -------------------------------------- | -------------------------------------- | -------------------------------------- | -------------------------------------- | -------------------------------------- | -------------------------------------- | -------------------------------------- | -------------------------------------- | -------------------------------------- | -------------------------------------- | -------------------------------------- | -------------------------------------- | -------------------------------------- | -------------------------------------- | -------------------------------------- | -------------------------------------- | -------------------------------------- | -------------------------------------- | -------------------------------------- | -------------------------------------- | -------------------------------------- |
| Positie:                               | 17                                     | 21                                     | 24                                     | 29                                     | 15                                     | 18                                     | 8                                      | 7                                      | 9                                      | 8                                      | 8                                      | 6                                      | 7                                      | 9                                      | 12                                     | 13                                     | 12                                     | 24                                     | 36                                     | 43                                     | 48                                     | uit                                    |